# Salama Inge Heinrichs
Salama Inge Heinrichs (* 1922 in Ingolstadt; † 10. November 2015 in München) war eine körperorientierte Therapeutin.
Salama Inge Heinrichs war Mitglied der Gesellschaft für wissenschaftliche Gesprächspsychotherapie.
Sie gründete das ehemalige heinrichs-heinrichs Institut für körperorientierte Selbsterfahrung, das 2013 in heinrichs-swoboda Institut für expressiv emotionale Entlastung umbenannt wurde.
Sie verfügte über mehr als 40 Jahre an gesammelter Erfahrung als Gruppenleiterin  und konzipierte darauf basierend die Methoden der nach ihr benannten körperorientierten Selbsterfahrung. Sie unterrichtete in Blockseminaren, begleitete Menschen durch Lebenskrisen in Einzelsitzungen und entwickelte die heute vom heinrichs-swoboda Institut angebotenen Jahresgruppen.

## Werke
- Das Geheimnis der Lebendigkeit. München : Kösel Verlag, 2001, ISBN 3-466-30557-8.
- Den Himmel berühren – auf der Erde bleiben. München : Hieronymus, 2002, ISBN 3-89791-269-4, Als Typoskr. gedr.
- Körpersprache als Schlüssel zur Seele. München : Verlag Peter Erd, 2004, ISBN 3-8138-1017-8.